# نیکلاس برسیانی
نیکلاس برسیانی (انگلیسی: Nicolas Bresciani؛ زادهٔ ۱۲ مهٔ ۱۹۹۷) بازیکن فوتبال است.
از باشگاه‌هایی که در آن بازی کرده‌است می‌توان به باشگاه فوتبال لیورنو اشاره کرد.